# Kvarnadal damm
Kvarnadal damm är en sjö i Markaryds kommun i Småland och ingår i Lagans huvudavrinningsområde. Sjöns area är 0,022 kvadratkilometer och den är belägen 140 meter över havet.